# 포도 주스

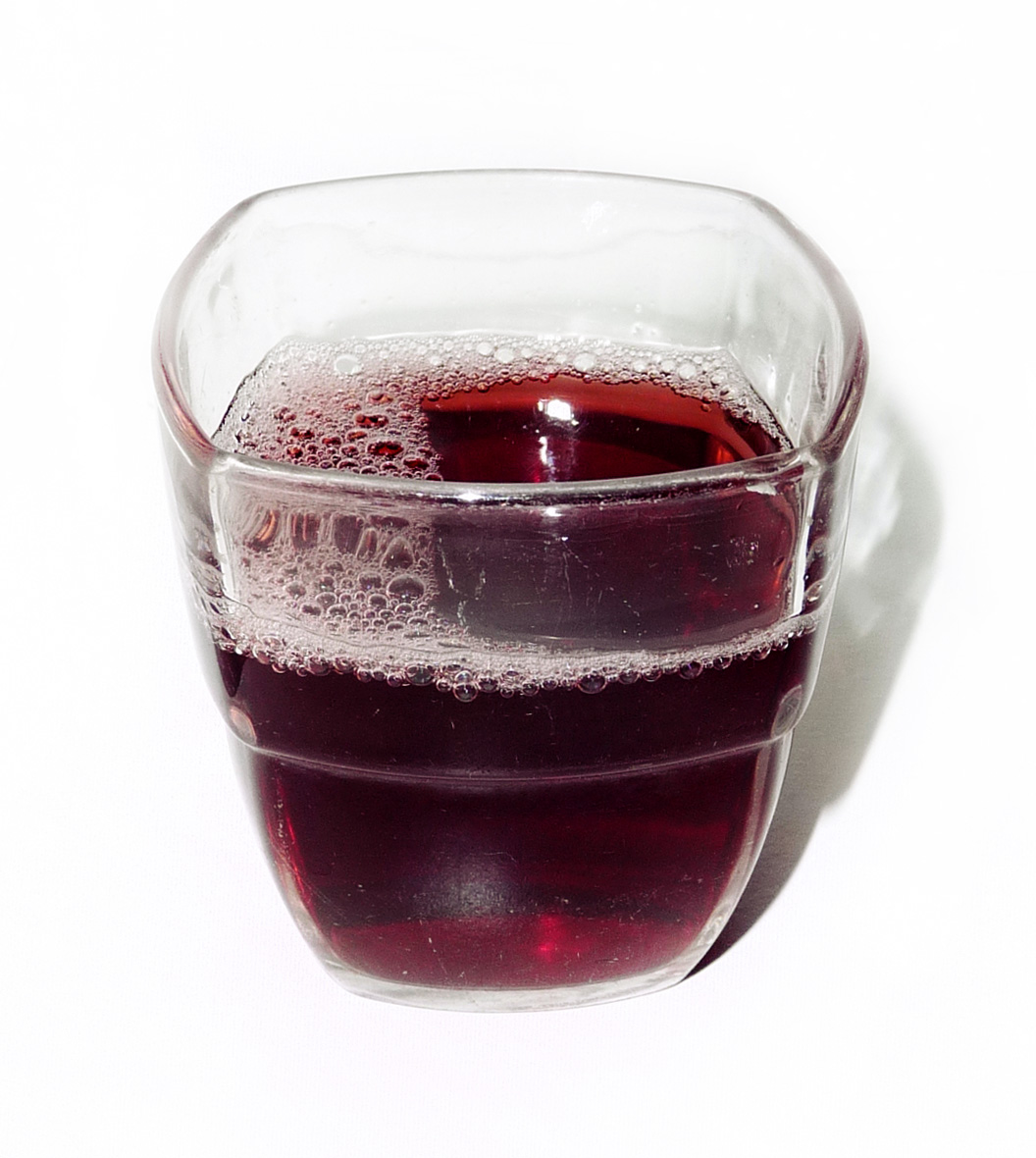
포도 주스 한 잔.

포도 주스는 포도를 으깨고 섞어서 액체로 만든 것이다. 포도주 산업에서는 7~23%의 과육, 껍질, 줄기, 씨앗을 포함하는 포도 주스를 종종 머스트라고 부른다. 포도 주스의 설탕은 감미료로 사용될 수 있으며, 발효되어 포도주, 브랜디, 또는 식초로 만들어진다.
북미에서 가장 흔한 포도 주스는 자주색이며 콩코드 포도로 만들어지며, 화이트 포도 주스는 흔히 나이아가라 포도로 만들어진다. 이 두 가지는 모두 유럽 포도주용 포도와는 다른 종인 미국 토착 포도의 품종이다. 캘리포니아에서는 설태너 포도(그곳에서는 '톰슨 씨없는 포도'로 알려져 있음)가 때때로 건포도나 식탁용 포도 시장에서 백색 주스 생산으로 전환되기도 한다.
포도 주스는 적절한 성숙도에 도달한 모든 포도 품종으로 만들 수 있다. 색상, 맛, 향에 대한 소비자 선호도 때문에 포도 주스는 주로 비티스 라브루스카(Vitis labrusca)의 아메리카 품종으로 생산된다.

## 역사

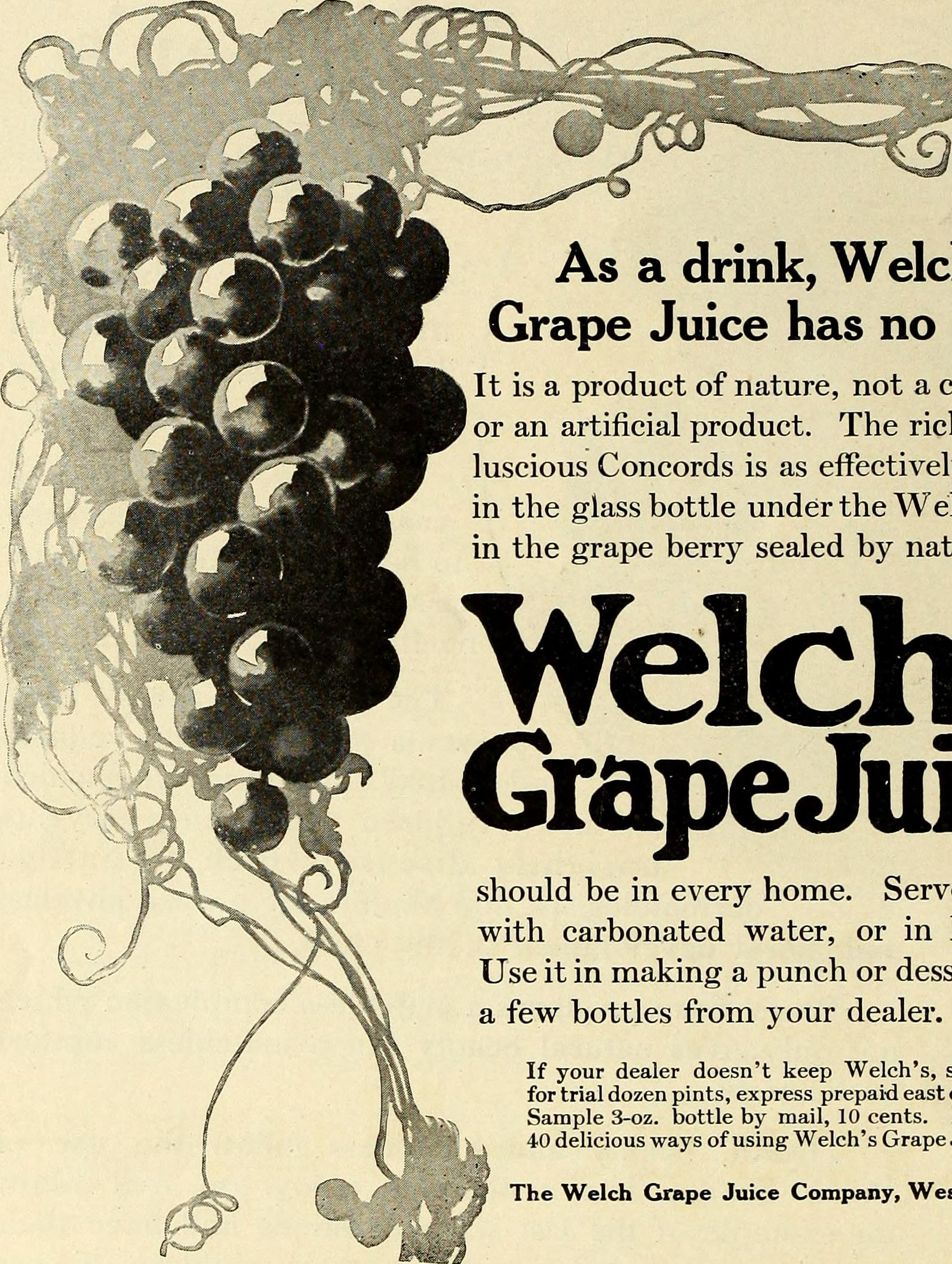
1910년 웰치 포도 주스 광고

포도 주스의 저온 살균을 통해 발효를 중단시키는 방법은 1869년 미국의 의사이자 치과의사인 토머스 브램웰 웰치에게서 비롯되었다. 금주 운동의 지지자였던 그는 뉴저지주 바인랜드 고향의 교회 예배에 사용하기 위해 비알코올성 포도주를 생산했다. 그의 동료 교구민들은 여전히 일반 포도주를 선호하고 사용했다. 역시 치과의사였던 그의 아들 찰스 E. 웰치는 결국 포도 주스를 홍보하기 위해 자신의 개업을 포기했다. 1893년, 그는 뉴욕주 웨스트필드에 웰치 포도 주스 회사를 설립했다. 이 제품은 국제 박람회 방문객들에게 제공되었다. 회사와 관련된 현존하는 가장 오래된 건물은 웨스트필드에 위치한 웰치 공장 건물 1호이며, 1983년에 미국 국립사적지에 등재되었다.
금주 운동이 확산되면서 포도 주스의 인기도 높아졌다. 1913년, 미국 국무장관 윌리엄 제닝스 브라이언은 만찬 외교 행사에서 포도주 대신 포도 주스를 내놓았고, 1914년에는 미국 해군 장관 조지퍼스 대니얼스가 군함에서 모든 알코올 음료를 금지하고 적극적으로 포도 주스로 대체했다. 제1차 세계 대전 동안 회사는 군대에 "그레이플레이드"라는 잼의 일종을 공급하고 공격적으로 광고했다. 이후 새로운 포도 제품의 개발과 라디오 및 텔레비전 프로그램 후원으로 회사는 성공했다.

## 재료 및 구성
농축물로 만든 포도 주스는 포도에서 과도한 물을 제거하여 주스를 더 농축시킨 것을 의미한다. 이는 주스를 압축하고 얼려 포장 및 운송을 용이하게 한다. 그런 다음 판매하기 전에 주스에 물을 첨가한다. 주요 미국 포도 주스 브랜드인 웰치 (기업)는 콩코드 포도로 만들어지며, 포도 전체(과육, 껍질, 씨앗)를 사용한다. 소량의 구연산이 포도에 자연적으로 존재하며, 신맛을 내고 산화를 억제하여 저장 수명을 늘리는 항산화 물질 특성을 위해 첨가될 수 있다.

## 생산

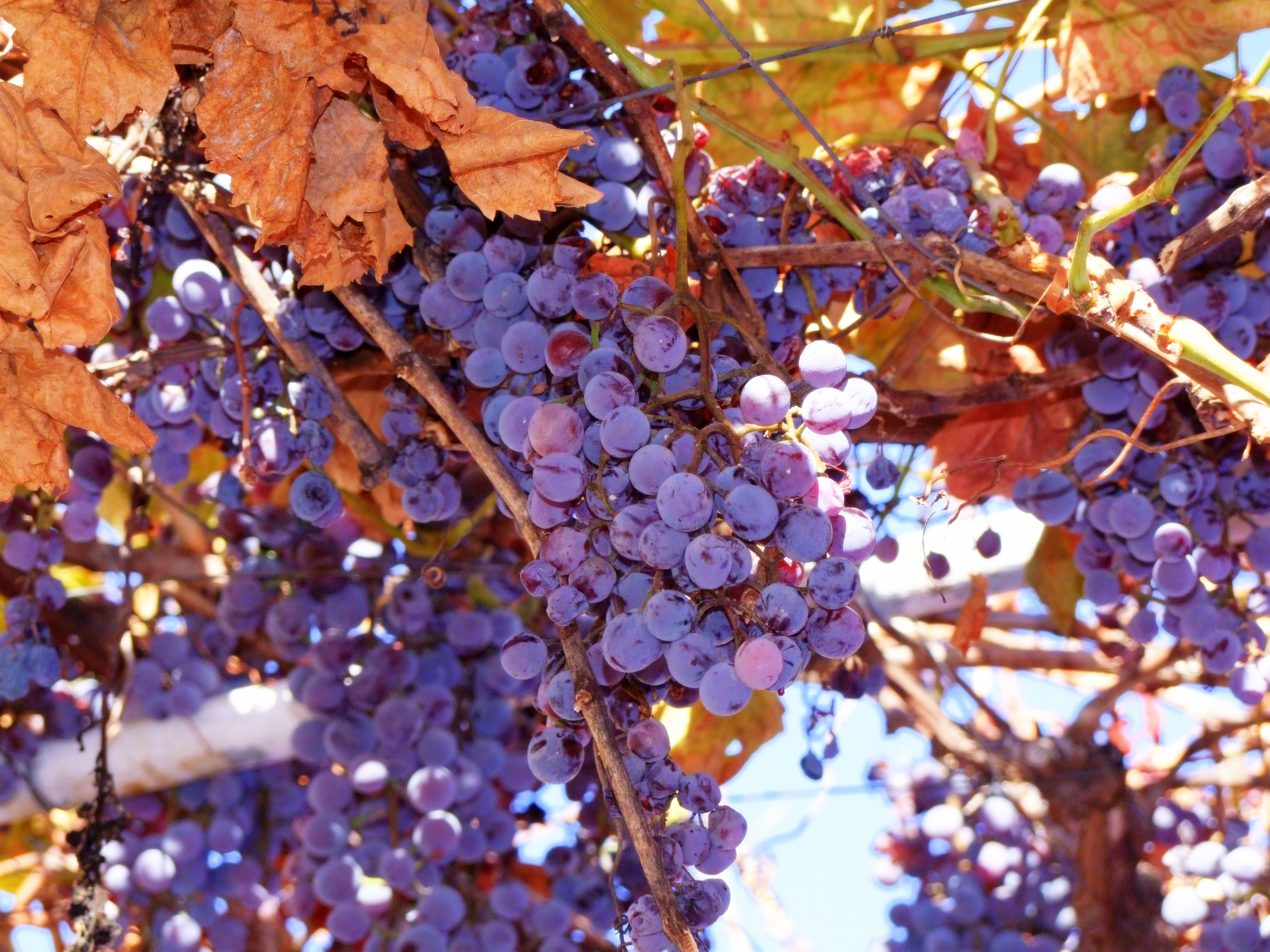
붉은 포도 주스 제조에 흔히 사용되는 콩코드 포도(Vitis labrusca)

북반구에서는 9월 중순경 포도를 포도 수확기(예: 키슬롬-라이더 포도 수확기)를 사용하여 기계로 수확하고, 트랙터나 트럭으로 별도로 운반되는 대량 상자에 담는다. 수확된 포도는 4~6시간 이내에 가공 시설로 운반된다.(p93)
회전하는 천공 드럼이 포도에 남아 있는 줄기나 잎을 제거한다. 줄기에서 분리된 포도는 이어서 으깨져 드럼의 구멍을 통과한다. 줄기, 잎 및 기타 잔여물은 드럼을 따라 계속 이동하여 폐기물로 제거된다.(p93) 으깨진 포도는 쉘 및 튜브 열교환기를 통과하면서 60 °C (140 °F)로 가열된다. 효과적인 주스 압착을 위해 프레스 보조제(예: 살균된 쌀겨, 표백된 크라프트지, 분쇄된 목재 펄프)와 펙티나아제 효소가 이 시점에서 포도에 모두 첨가된다. 포도 매쉬와 프레스 보조제는 최대의 색상 및 주스 수율을 위해 고온에서 압착된다.(p95) 이 공정에 사용될 수 있는 다양한 유형의 압착 장비(스크류, 유압, 벨트, 공압)가 있다.(p96) 압착된 주스와 자유롭게 흐르는 주스는 슬러리 탱크에 보관된다. 주스에 프레스 보조제가 첨가되어 주스가 회전식 진공 벨트 여과를 거쳐 불용성 고형물을 제거할 때 필터 역할을 한다. 여과 후 주스는 최소한의 불용성 고형물(1% 이하)을 함유한다.(p97-98) 여과된 주스는 최소 1분 동안 85–88 °C (185–190 °F)로 가열된 후 −1.1–0 °C (30.0–32.0 °F)로 냉각되어 탱크에 보관된다. 저장된 주스는 알코올, 효모, 곰팡이가 존재할 경우 필요한 재저온 살균을 거칠 수 있다.(98–99) 추가 펙티나아제가 첨가되어 최종 여과 공정을 가속화하고 단순화한다. 이 여과 공정에는 포도 주스에 부유된 규조토가 사전 코팅된 패드 또는 플레이트를 통과하는 방식이 포함된다. 후자의 두 공정은 주스가 병에 담겨 장기간 보관될 때 침전을 줄이거나 방지하기 위한 것이다.(p99-100)
포도 주스 가공에 적용될 수 있는 다른 공정 대안으로는 주스를 냉압착하는 것과 주스에 이산화 황을 첨가하는 것이 있다.(p101-104) 주스는 물을 제거하여 다양한 주스 제품에 사용될 수 있는 순수 농축물을 생산함으로써 추가 가공될 수 있다.

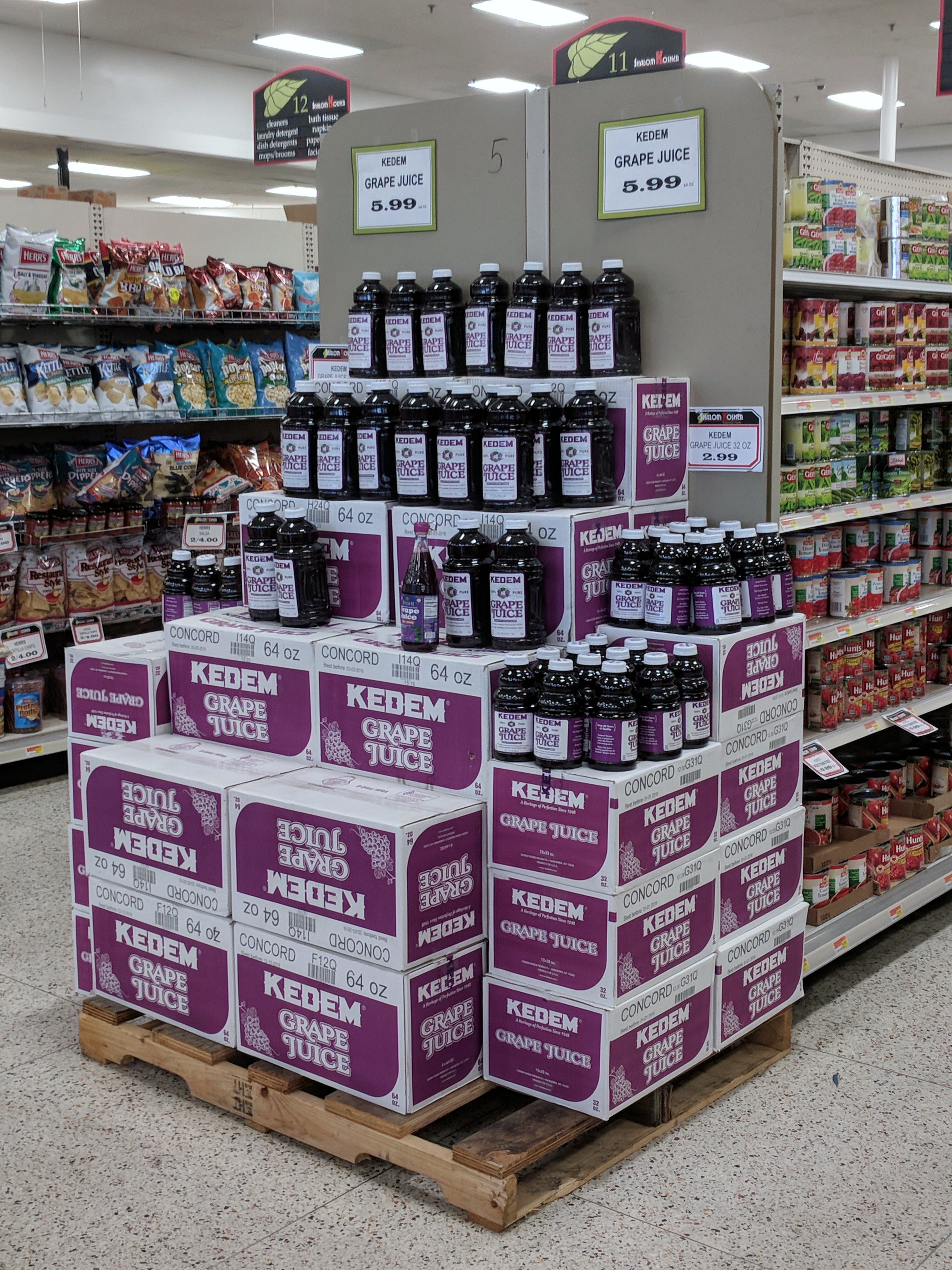
슈퍼마켓에 진열된 병 포도 주스

## 포장 및 보관
핫 필링은 전통적으로 포도 주스를 포장하는 데 사용된다. 이 과정에서 포도 주스는 열교환기를 사용하여 최소 77-82 °C로 가열된 후 유리 또는 새로운 내열성 플라스틱과 같은 재료로 만든 예열된 용기에 부어진다. 유리는 더 고급스러운 외관을 제공하지만 플라스틱에 비해 매우 깨지기 쉽고 부피가 클 수 있다. 저온 살균법은 나중에 주스를 85 °C로 3분 동안 가열한 후 냉각시켜 보관 수명을 연장하는 데 사용될 수도 있다. 최고 품질의 보존 상태에서 개봉하지 않은 포도 주스는 냉장 보관 없이 6~12개월 동안 보관할 수 있다. 개봉 후 포도 주스는 부패하기 전에 냉장고에 약 7~10일 동안 보관할 수 있다.
무균가공 또한 사용될 수 있으며, 이는 포장 전에 포도 주스를 살균해야 한다. 살균 방법에는 여러 가지가 있다. 미립자가 없는 투명한 포도 주스에는 살균 여과가 사용될 수 있는데, 이는 미생물을 여과할 수 있을 만큼 작은 기공 크기(0.45 μm 미만)의 막을 사용한다. 열 살균은 주스를 93-100 °C의 온도로 15-45초 동안 가열하여 사용할 수도 있다. 또한, 용기 자체도 과산화 수소와 같은 화학 살균제로 살균해야 한다. 이 과정은 고온을 견딜 수 없는 테트라팩과 같은 포장재에 유용하다. 그런 다음 용기는 무균 환경에서 채워져야 하며 냉장 보관 없이 최소 6개월 동안 보관할 수 있다. 무균 포장이 더 비싸지만, 보관 수명을 극대화하고 핫 필링에 비해 열 손상 및 영양 손실이 적다.

## 포도 품종
상업용 포도 주스는 "식탁용 포도"로 알려진 식용 포도와 같은 변종을 사용하지 않는다. 다양한 포도 품종이 많기 때문에 포도 종을 선택할 때 소비자 선호도, 포도 질병 저항성, 기후 내성 등의 요소를 고려한다. 보라색 껍질을 가진 콩코드 포도는 환경에 대한 내구성과 메틸 안트라닐레이트 특성에서 오는 라브루스카 맛 때문에 북미에서 주스에 가장 많이 사용되는 포도이다. 이 종류의 포도는 포도주와 젤리에도 사용될 수 있다. 백포도 주스에 사용되는 녹색 포도는 보라색 포도에 어두운 색을 부여하는 피토케미컬이 부족하다.

## 종교적 용도

### 가톨릭교
특정 상황에서 로마 가톨릭교회는 성찬을 거행하기 위해 발효된 포도주 대신 무스툼을 사용할 수 있도록 허용한다. 무스툼은 "신선하거나 자연을 바꾸지 않고 발효를 중단시키는 방법(예: 냉동)으로 보존된 포도 주스"로 정의된다.

### 개신교
일부 개신교 교파(특히 신자들의 알코올 음료 사용을 반대하는 교파)는 성찬을 거행할 때 포도 주스를 사용한다. 침례교와 감리교 교파가 가장 주목할 만하다.

### 유대교
술은 전통적인 유대 율법에서 허용되며, 포도주는 성례 목적으로 사용된다. 유대 율법서인 탈무드, 트랙테이트 바바 바트라 97b는 성례 사용을 위해 발효되지 않은 신선한 포도 주스를 허용한다. 후대 율법서에서는 포도주가 포도 주스보다 선호되지만, 포도 주스도 축복과 샤바트, 유대 안식일과 같은 의식에 허용된다고 판결했다.

## 같이 보기
- 주스
- 사과
- 포도
- 오렌지
- 자몽
- 딸기
- 설탕